# ダエグ・フェアーク
ダエグ・フェアーク(Daeg Faerch,発音：[ˈdeɪɡ ˈfɛərk] 1995年9月27日 -)はカナダの俳優｡
デンマーク・コペンハーゲン出身のデンマーク系カナダ人。

## 略歴
8歳で短編映画｢Duel｣で監督･脚本･一部編集をこなしている｡
2004年頃から数多くのインディーズ映画への出演を重ね、2007年にロブ・ゾンビ監督のリメイク版『ハロウィン』で前半パートの主人公である、少年時代のマイケル･マイヤーズ役に抜擢されメジャーデビューを果たした｡

## 出演作品
| 公開年 | 邦題 原題                | 役名                            | 備考 |
| ------ | ------------------------ | ------------------------------- | ---- |
| 2007   | ハロウィン Halloween     | マイケル･マイヤーズ（少年時代） |      |
| 2008   | ハンコック Hancock       | ミッシェル                      |      |
| 2009   | リベンジ Run! Bitch Run! | トミー                          |      |

## 備考
『ハロウィン』の日本での劇場公開当初は劇場パンフレットなどでは､デーグ・フェアと表記されていたが､現在はダエグ・フェアークで浸透している｡